# برت واندراستون باورنکردنی
برت واندراستون باورنکردنی (به انگلیسی: The Incredible Burt Wonderstone) عنوان فیلم کمدی ساخته شده در سال ۲۰۱۳ به کارگردانی دان اسکاردینو محصول آمریکا می‌باشد. فیلم دربارهٔ شعبده باز اهل لاس وگاس برت واندرستون (استیو کارل) می‌باشد.

## خلاصه داستان
برت واندراستون و انتون مارولتون (استیو کارل و استیو بوشمی) دو دوست شعبده باز که از کودکی شعبده بازی را آموخته‌اند و در کار خود بی نظیر هستند متوجه می‌شوند کارشان کسل‌کننده و کم رونق شده‌است و از طرفی شعبده باز خیابانی استیو گری (جیم کری) روز به روز کارهای خارق‌العاده و جدید انجام می‌دهد در نتیجه به سعی در انجام یک نوآوری خود می‌کنند.